# Mashallah Amin Sorour
Mashallah Amin Sorour (em persa: ماشاءالله امین سرور, nascido em 16 de março de 1931) é um ex-ciclista olímpico iraniano. Representou sua nação em dois eventos nos Jogos Olímpicos de Verão de 1964.